# Apollodóros z Athén
Apollodóros z Athén, řecky Ἀπολλόδωρος ὁ Ἀθηναῖος (asi 180 př. n. l. – asi 120 př. n. l.) byl starořecký historik, gramatik a filozof.
Ve filozofii byl žákem stoika Díogena z Seleukeie, v gramatice Aristarcha ze Samothráky.
Nejvíce proslul dílem historickým, zejména svou knihou Kronika (Χρονικά), v níž popisuje dějiny starého Řecka od Trojské války až do roku 143 př. n. l. (později až do roku 119 př. n. l.). Kniha je napsána ve verších a vychází z díla Eratosthena z Kyrény, známého jinak především pracemi geografickými.
Jeho kniha O bozích (Περὶ θεῶν) je dnes jedním z hlavních zdrojů poznání starořecké mytologie.
Spis Knihovna (Βιβλιοθήκη), který mu byl dlouho přisuzován, a který je encyklopedií řecké mytologie, ovšem dle názoru současné vědy nenapsal, jeho autor bývá označován jako Pseudo-Apolodóros.
Jistě psal i díla etymologická, literárněvědná či geografická, zachovaly se však většinou jen fragmenty.
Často bývá zaměňován s epikurejským filozofem Apollodórem nebo s malířem Apollodórem (oba rovněž pocházeli z Athén), případně s Apollodórem z Damašku.